# Apochthonius minimus
Espèce
Apochthonius minimus est une espèce de pseudoscorpions de la famille des Chthoniidae.

## Distribution
Cette espèce se rencontre aux États-Unis en Oregon et au Washington et au Canada en Colombie-Britannique,.

## Description
Le mâle holotype mesure 1,10 mm.

## Publication originale
- Schuster, 1966 : New species of Apochthonius from western North America (Arachnida: Chelonethida). Pan-Pacific Entomologist, vol. 42, p. 178-183 (texte intégral).